# Kastanje (beeld)
Kastanje is een kunstwerk in Amsterdam-Oost.
Het kunstwerk wordt gevormd door een “gepelde” kastanjenoot met daaromheen vier kwarten van de “dop”. Drie delen van de schil liggen met de binnenkant naar boven, een vierde ligt op de zijkant. Het geheel in brons is ontworpen door Handle with Care, een architectenbureau voor landschappen. Zij werd begin 21e eeuw gevraagd de herinrichting van het Kastanjeplein (en omgeving) in Amsterdam te verzorgen. Dat plein uit de 19e eeuw wordt omringd door kastanjebomen en maakt deel uit van een serie pleinen, open ruimten en het nauwe stratenpatroon ten zuiden van het Oosterpark. Het plein kreeg behalve dit kunstwerk ook een nieuwe beklinkering en straatmeubilair.